# Калининское (Вологодская область)
Калининское — деревня в Тотемском районе Вологодской области.
Входит в состав Калининского сельского поселения, с точки зрения административно-территориального деления — в Калининский сельсовет.
Расположена на левом берегу реки Царева. Расстояние по автодороге до районного центра Тотьмы — 22 км, до центра муниципального образования посёлка Царева — 3 км. Ближайшие населённые пункты — Гридинская, Лукинская, Царева.
По переписи 2002 года население — 18 человек.